# P-элементы
p-блок в периодической таблице элементов — электронная оболочка атомов, валентные электроны которых с наивысшей энергией занимают p-орбиталь.
В p-блок входят последние шесть элементов главной подгруппы, исключая гелий (который находится в s-блоке). Данный блок содержит все неметаллы (исключая водород и гелий) и полуметаллы, а также некоторые металлы.
P-блок содержит в себе элементы, которые имеют различные свойства, как физические, так и механические. P-неметаллы — это, как правило, высокореакционные вещества, имеющие сильную электроотрицательность, p-металлы — умеренно активные металлы, причём их активность повышается к низу таблицы химических элементов.
s, p, d и f-элементы получили свои названия от одноимённых спектральных линий, которые в свою очередь были названы в начале 20-го века английскими словами по своему внешнему виду в спектрограмме: sharp (резкие), principal (главные), diffuse (диффузные, размытые), fundamental (фундаментальные).